# Jaroslav Lazar
Jaroslav Lazar (6. února 1915 Litoboř – 10. června 1952 Věznice Pankrác) byl český řidič a protikomunistický odbojář odsouzený komunistickým režimem k trestu smrti a popravený v roce 1952.

## Životopis
Narodil se v roce 1915 v Litoboři. Neměl žádné sourozence. V mládí se vyučil zámečníkem, ale pracoval jako řidič. Později se oženil se svou partnerkou Jaroslavou.
V rámci akce „Teror Náchod“ byl za svou protikomunistickou činnost v prosinci 1951 zatčen. O několik dní později, v lednu 1952, byl převezen do vazby v Hradci Králové. Státní bezpečnost v jeho případu vykonstruovala obvinění, že měl ve svém voze vědomě vést teroristu, který zavraždil funkcionáře lidové správy. V politickém procesu byl za trestné činy velezrady a pokus vraždy ještě na konci ledna 1952 ve veřejném politickém procesu odsouzen k trestu smrti a ztrátě občanských práv. Když se chtěl během procesu hájit, nesouhlasně jej překřičel dav v publiku. Žádosti o prezidentskou milost, kterou podal jeho otec Josef, nebylo vyhověno. Popraven byl v červnu 1952. Rodině byl po jeho odsouzení zároveň zkonfiskován majetek.

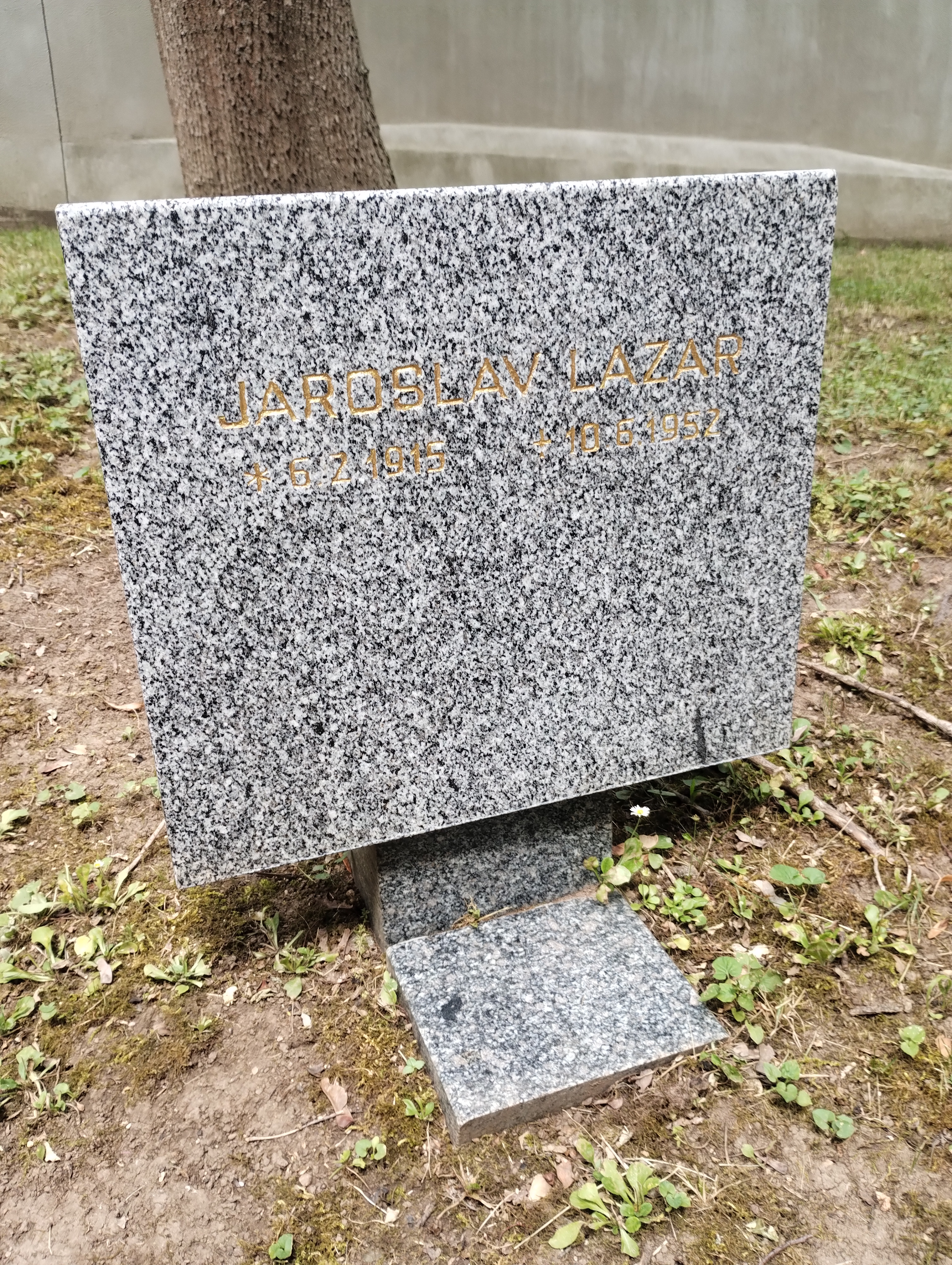
Symbolický náhrobek J. Lazara na Čestném pohřebišti v Ďáblicích

V květnu 1991 byl rehabilitován a v únoru 1994 byl rozsudek z roku 1952 zrušen. V roce 2008 byl v Litoboři odhalen pomník místním obětem komunistického režimu, na kterém se nachází i jeho jméno.
Jeho žena byla v případu rovněž zatčena. V době zatčení přitom byla v pátém měsíci těhotenství a nedlouho poté potratila. Sama byla odsouzena k dlouholetému trestu odnětí svobody a propuštěna byla nakonec v roce 1960. V roce 1981 spáchala sebevraždu a v červenci 1991 byla rehabilitována.